# Paul McGuinness
Paul McGuinness, né le 17 juin 1951 à Rinteln en Basse-Saxe, est le principal actionnaire et fondateur de Principle Management Limited, une entreprise de gérance d'artistes basée à Dublin en Irlande. Il est surtout connu pour avoir été le manager du groupe rock U2 depuis leur début et ce pendant 35 ans.
Le 25 mai 1978, sur une suggestion de Bill Graham, journaliste du magazine Hot Press, Paul McGuinness assiste pour la première fois à un concert de U2 au Projects Art Centre dans le quartier animé de Temple Bar à Dublin. Fasciné, il décide illico de devenir leur manager.
Cependant, il a aussi été le manager de PJ Harvey, Art of Noise, Paddy Casey et du boys band Mytown.

## Biographie

### Jeunesse
Paul McGuinness est né dans un hôpital militaire britannique à Rinteln près de Hanovre dans le Land de Basse-Saxe en Allemagne, où son père, Philip McGuinness, un Liverpoolien, servait dans la Royal Air Force. Sa mère, Sheila McGuinness née Lyne, était une institutrice du comté de Kerry, en Irlande. Il y avait trois enfants dans la famille : Paul, Niall et Katy.
Paul McGuinness a reçu sa première éducation formelle en Irlande, au pensionnat jésuite privé Clongowes Wood College. Il est allé ensuite au Trinity College de l'université de Dublin, où il a dirigé des pièces de théâtre, édité le magazine T.C.D. Miscellany, et promu des concerts. Il a cependant abandonné ses études sans obtenir de diplôme.

### Carrière

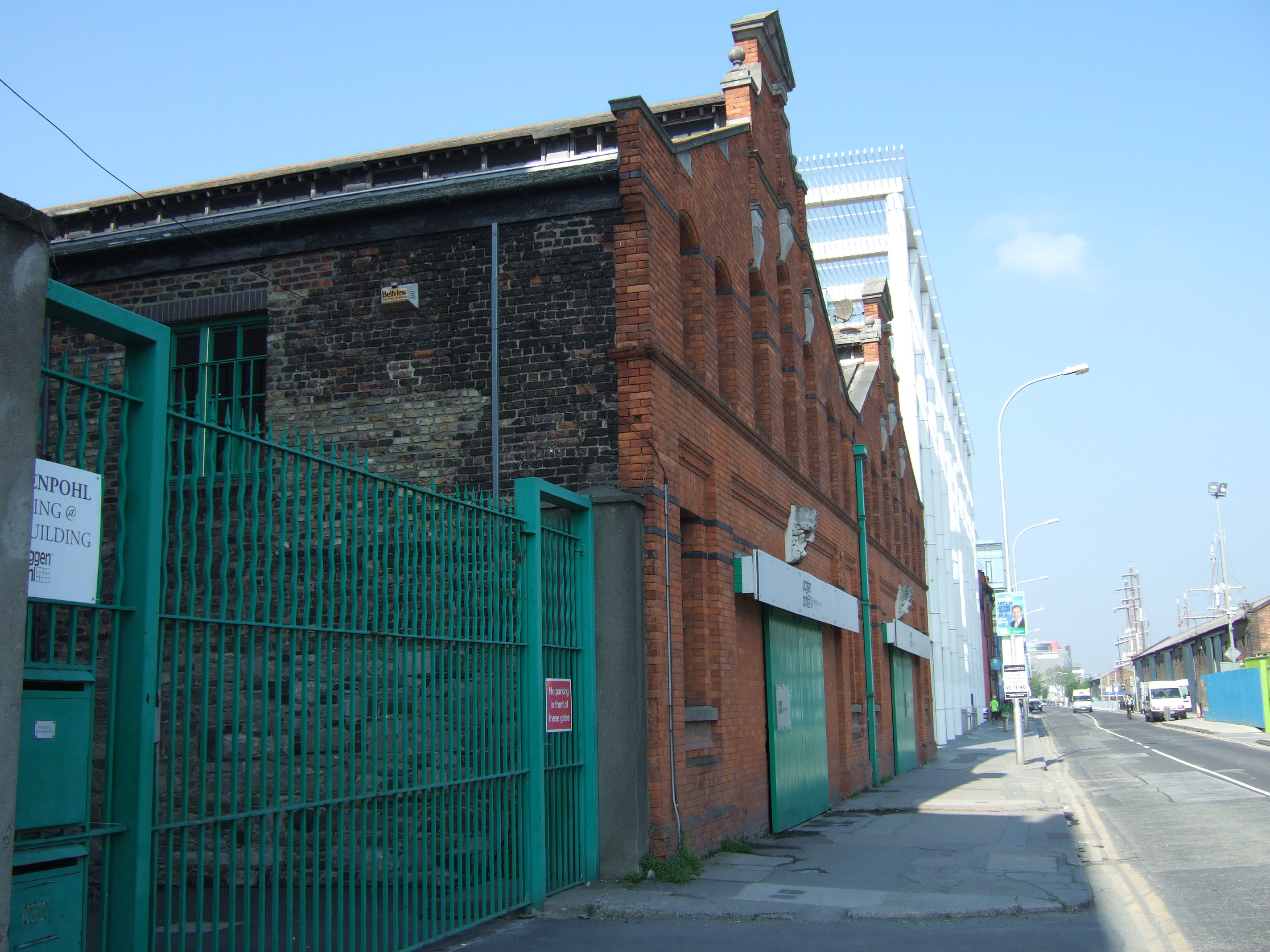
Le siège de Principle Management Limited à Dublin.

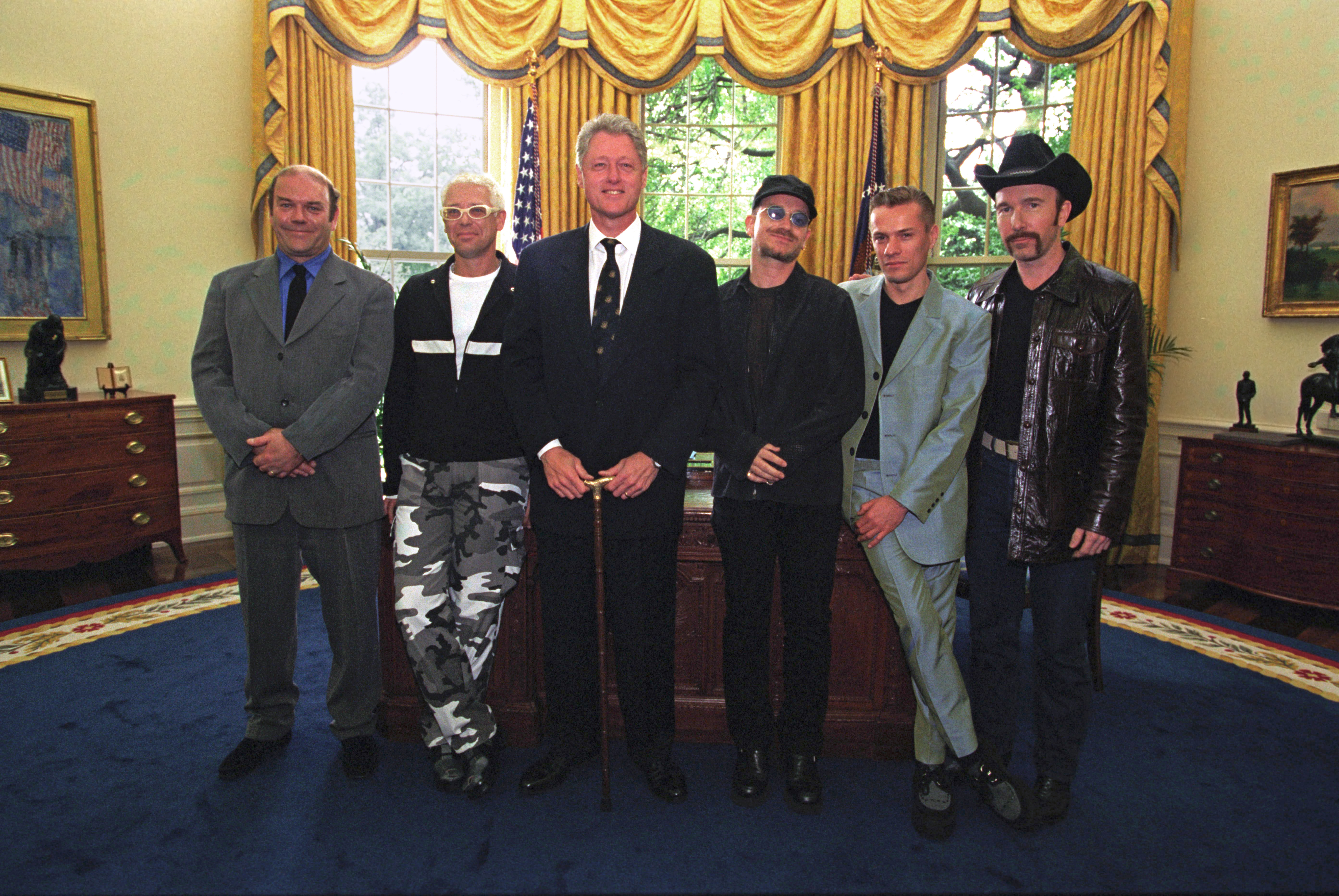
Paul McGuinness (tout à gauche) aux côtés de U2 et de Bill Clinton dans le bureau ovale à la Maison-Blanche, le 26 05 1997.

Avant de rejoindre U2, il travaille comme assistant réalisateur sur des productions telles que Zardoz de John Boorman. Durant quelque temps, il est également le manager de Spud, un groupe dublinois de folk-rock.

#### U2
Paul McGuinness rencontre U2 pour la première fois lors d'un concert à Dublin le 25 mai 1978. À l'issue de cette rencontre, il devient leur manager, après avoir été présenté au groupe par Bill Graham, un journaliste du magazine Hot Press.
Son accord initial avec le groupe était que l'argent serait divisé en cinq parts égales, ce qui sera finalement changé plus tard.
Il fonde Principle Management Limited le 29 mars 1984.
À la fin des années 1980, Paul McGuinness et Bill Whelan créent une société d'édition musicale appelée McGuinness-Whelan Publishing . Whelan composera par la suite la musique de Riverdance.
En 2002, McGuinness reçoit un Lifetime Achievement Award aux Meteor Music Awards qui a lieu au Point Theatre de Dublin, et U2, de son côté, remporte le prix du meilleur groupe irlandais.
Remarqué pour son sens aigu des affaires, Paul McGuinness devient le responsable des films de concerts en 3D de U2, des iPods de la marque U2, du parrainage de BlackBerry et du tout premier concert diffusé en direct sur YouTube.
McGuinness est considéré comme le cinquième membre de U2, bien que dans une interview accordé à The Irish Press en 1985, lorsqu'on lui demande s'il est le cinquième membre de U2, il répond « le cinquième membre de U2 est dans le pantalon d'Adam (Clayton) ». Il est également considéré comme l'un des managers les plus prospères du monde de la musique.
Paul McGuinness quitte son poste de manager de U2, après 34 ans, le 13 novembre 2013. Le manager de Madonna, l'Américain Guy Oseary, lui succéde en 2014 lorsque Principle Management est vendu à Live Nation.

## Autres activités
Paul McGuinness est l'un des partenaires fondateurs de TV3 Ireland, la première chaîne de télévision indépendante en Irlande, devenue par la suite Virgin Media One. Il a également été l'un des propriétaires d'Ardmore Film Studios.
Le 1er janvier 1988, il devient membre de l'Arts Council of Ireland après avoir été nommé par Charles Haughey. Il y reste jusqu'à sa démission en février 2000.
Paul McGuinness est le défenseur des intérêts des artistes, des maisons de disques et des éditeurs de musique. Le 28 janvier 2008, dans un discours prononcé lors de la convention Midem de l'industrie musicale à Cannes, il a spécifiquement accusé des sociétés telles qu'Apple, Google, Yahoo! et Facebook de construire « des industries de plusieurs milliards de dollars sur le dos de notre contenu sans payer pour cela »,.
En 2015, il fonde Primo Productions, une société de cinéma et de télévision. Primo a produit trois saisons de Riviera, une série dramatique se déroulant dans le sud de la France. Paul McGuinness a écrit la liste des ingrédients de cette production comme suit : « Des riches se comportant mal au soleil, des yachts, des Maserati, de beaux vêtements, de belles femmes, des fraudes artistiques, le blanchiment d'argent dans les maisons de vente aux enchères, des Russes, des Anglais, des Américains, des Français. Meurtre, adultère. La vie quotidienne sur la Côte d'Azur ». Kris Thykier de Archery Pictures est le partenaire de production de McGuinness pour cette série, qui a été commandée initialement par Anne Mensah de Sky Atlantic.

## Apparition dans les médias
Paul McGuinness apparaît dessiné, aux côtés de Susie Smith (alors assistante de Paul McGuinness mais également la compagne d'Adam Clayton à une certaine époque), dans l'épisode 22 de la saison 9 des Simpson. Dans cette scène, Homer Simpson tente d'accéder aux coulisses d'un concert de U2 et il trouve Paul à l'entrée puis Susie dans la salle de contrôle. Paul McGuinness et Susie Smith ont tous deux prêté leurs voix à leurs personnages respectifs dans cet épisode.
Le groupe U2 a dédié à Paul McGuinness l'album Songs Of Innocence sorti en 2014 : « Cet album est dédié à Paul McGuinness qui était et sera toujours là pour nous. » (« This album is dedicated to Paul McGuinness who was, and always will be, there for us. » - U2 : Songs Of Innocence, Livret S. 29).

## Vie personnelle
Paul McGuinness est marié avec Kathy Gilfillan depuis 1977. Ils se sont rencontrés alors qu'il étudiait à Trinity College. Kathy Gilfillan est directrice de The Lilliput Press. Ils ont deux enfants.